# Championnat de Syrie de football 2014
Navigation
Saison précédente Saison suivante
La saison 2014 du Championnat de Syrie de football est la quarante-troisième édition du championnat de première division en Syrie. Les dix-huit meilleurs clubs du pays sont répartis en deux poules géographiques où ils s'affrontent deux fois au cours de la saison, à domicile et à l'extérieur. Les trois premiers de chaque groupe s’affrontent ensuite au sein d’une poule pour le titre tandis que les deux derniers doivent disputer une phase de promotion-relégation.
C'est le club d'Al Wahda Club qui remporte le championnat après avoir battu lors du match décisif le tenant du titre, Al Jaish Damas. C’est le second titre de champion de Syrie de l'histoire du club, dix ans après le premier.

## Les clubs participants
| - Al-Karamah SC - Al Ittihad Alep - Hutteen SC - Hurriya SC - Al-Jehad SC Qamishli - Al Taliya Hama - Al Wahda Club - Al-Nwa'ir - Tishreen SC | - Al Jazeera Hasakah - Al Majd Damas - Al Shorta Damas - Al Futuwa Deir ez-Zor - Baniyas Refinery SC - Al Muhafaza SC - Al Wathba Homs - Al Jaish Damas - Omayya SC |

## Compétition
Le barème utilisé pour établir les différents classement est le suivant :
- Victoire : 3 points
- Match nul : 1 point
- Défaite : 0 point

### Première phase

#### Groupe A
| Rang | Équipe                | Pts | J  | G | N | P  | Bp | Bc | Diff |
| ---- | --------------------- | --- | -- | - | - | -- | -- | -- | ---- |
| 1    | Al Wahda Club         | 32  | 16 | 9 | 5 | 2  | 35 | 14 | +21  |
| 2    | Al Jaish Damas'T'C    | 30  | 16 | 8 | 6 | 2  | 15 | 7  | +8   |
| 3    | Al Muhafaza SC        | 26  | 16 | 7 | 5 | 4  | 17 | 12 | +5   |
| 4    | Al-Karamah SC         | 24  | 16 | 6 | 6 | 4  | 19 | 17 | +2   |
| 5    | Hutteen SC            | 23  | 16 | 6 | 5 | 5  | 20 | 21 | -1   |
| 6    | Al Taliya Hama        | 22  | 16 | 6 | 4 | 6  | 16 | 15 | +1   |
| 7    | Al Jazeera Hasakah    | 14  | 16 | 2 | 8 | 6  | 9  | 17 | -8   |
| 8    | Al Ittihad Alep       | 13  | 16 | 3 | 4 | 9  | 15 | 21 | -6   |
| 9    | Al Futuwa Deir ez-Zor | 8   | 16 | 1 | 5 | 10 | 12 | 34 | -22  |

|  | Qualification pour la phase finale nationale                                          |
|  | Participation à la poule de promotion-relégation                                      |
|  | T : Tenant du titre C : Vainqueur de la Coupe de Syrie P : Promu de deuxième division |

#### Groupe B
| Rang | Équipe               | Pts | J  | G | N | P | Bp | Bc | Diff |
| ---- | -------------------- | --- | -- | - | - | - | -- | -- | ---- |
| 1    | Baniyas Refinery SC  | 26  | 16 | 6 | 8 | 2 | 21 | 14 | +7   |
| 2    | Al Shorta Damas      | 25  | 16 | 6 | 7 | 3 | 19 | 15 | +4   |
| 3    | Al Wathba Homs       | 23  | 16 | 6 | 5 | 5 | 18 | 14 | +4   |
| 4    | Al-Jehad SC Qamishli | 22  | 16 | 5 | 7 | 4 | 14 | 11 | +3   |
| 5    | Al Majd Damas        | 22  | 16 | 6 | 4 | 6 | 14 | 13 | +1   |
| 6    | Tishreen SC          | 20  | 16 | 4 | 8 | 4 | 13 | 16 | -3   |
| 7    | Al-Nwa'ir            | 19  | 16 | 4 | 7 | 5 | 12 | 15 | -3   |
| 8    | Hurriya SC           | 19  | 16 | 5 | 4 | 7 | 15 | 18 | -3   |
| 9    | Omayya SC            | 12  | 16 | 2 | 6 | 8 | 10 | 20 | -10  |

|  | Qualification pour la phase finale nationale     |
|  | Participation à la poule de promotion-relégation |
|  | P : Promu de deuxième division                   |

### Seconde phase

#### Poule pour le titre
| Rang | Équipe              | Pts | J | G | N | P | Bp | Bc | Diff |
| ---- | ------------------- | --- | - | - | - | - | -- | -- | ---- |
| 1    | Al Jaish DamasT     | 12  | 5 | 3 | 1 | 1 | 10 | 4  | +6   |
| 2    | Al Wahda Club       | 12  | 5 | 2 | 3 | 0 | 4  | 2  | +2   |
| 3    | Al Muhafaza SC      | 10  | 5 | 3 | 0 | 2 | 6  | 6  | 0    |
| 4    | Al Shorta Damas     | 8   | 5 | 1 | 3 | 1 | 3  | 3  | 0    |
| 5    | Baniyas Refinery SC | 6   | 5 | 0 | 3 | 2 | 2  | 4  | -2   |
| 6    | Al Wathba Homs      | 3   | 5 | 0 | 2 | 3 | 2  | 8  | -6   |

|  | Qualification pour le match pour le titre |
|  | T : Tenant du titre                       |

#### Match pour le titre
| 8 août 2014 | Al Jaish Damas | 0 - 1 | Al Wahda Club    | Tishreen Stadium, Tishreen |  |
| 20:00       |                |       | Majed al-Haj 83e |                            |  |

#### Poule de relégation
| Rang | Équipe                | Pts | J | G | N | P | Bp | Bc | Diff |
| ---- | --------------------- | --- | - | - | - | - | -- | -- | ---- |
| 1    | Al Ittihad Alep       | 12  | 5 | 4 | 0 | 1 | 10 | 4  | +6   |
| 2    | Al Futuwa Deir ez-Zor | 10  | 5 | 3 | 1 | 1 | 6  | 4  | +2   |
| 3    | Hurriya SC            | 10  | 5 | 3 | 1 | 1 | 8  | 5  | +3   |
| 4    | Herafio Halab (D2)    | 6   | 5 | 2 | 0 | 3 | 5  | 8  | -3   |
| 5    | Al-Arabi (D2)         | 3   | 5 | 0 | 3 | 2 | 2  | 6  | -4   |
| 6    | Omayya SC             | 1   | 5 | 0 | 1 | 4 | 4  | 9  | -5   |

|  | Maintien en première division   |
|  | Relégation en deuxième division |
|  | T : Tenant du titre             |

## Bilan de la saison
| Championnat de Syrie de football 2014                             |                          |
| Champion                                                          | Al Wahda Club (2e titre) |
| Coupes et trophées                                                |                          |
| Vainqueur de la Coupe de Syrie 2014                               | Al Jaish Damas           |
| Qualifications continentales                                      |                          |
| Coupe de l'AFC 2015                                               | Al Wahda Club            |
| Coupe de l'AFC 2015                                               | Al Jaish Damas           |
| Promotions et relégations                                         |                          |
| Promus en Syrian League                                           | Jableh SC                |
| Promus en Syrian League                                           | Al Nidhal Damas          |
| Relégués en Championnat de Syrie de football de deuxième division | Hurriya SC               |
| Relégués en Championnat de Syrie de football de deuxième division | Omayya SC                |